# Пинеджем I
Пинеджем I (Kheperkare-Setepenamun Pinedjem) е фараон от Двадесет и първа династия на Древен Египет. Управлявал ок. 1070 – 1032 г. пр.н.е. Той принадлежи към династичната линия на тиванските върховни жреци на Амон, упражняващи своята власт в Среден и Горен Египет паралелно с фараоните в Долен Египет.

## Произход и управление
Пинеджем I е син на Пианх или по-вероятно на Херихор, които са били върховни жреци на Амон в Тива преди него. На свой ред Пинеджем I също получава длъжността на върховен жрец ок. 1070 г. пр.н.е., с което наследява значително политическо и религиозно влияние в Горен Египет, надвишаващо това на фараоните властващи на север в Делтата на Нил. Практически независим владетел, Пинеджем I първоначално няма титлите на фараон и признава върховенството на Смендес в Долен Египет.
На 15-а или 16-а година от управлението на Смендес, Пинеджем I е обявен за равноправен фараон в Горен и Среден Египет (ок. 1061, алтернативно ок. 1054 г. пр.н.е.). Той поддържа добри отношения с фараоните на север в Танис и се жени за дъщеря на Рамзес XI, с което получава правото да наследи властта и в Долен Египет.
Едно от малкото известни политически събития през този период в Египет е бунтът от последата година на Смендес, потушен от Менхепера, върховен жрец на Амон в Тива и син на Пинеджем I. Бунтовниците са заточени в Западния оазис, което е документирано в т.нар. Стела на заточението.
След смъртта на Смендес и хипотетично съвместно царуване с неговия приемник Аменемнису (ок. 1051 – 1047 пр.н.е), Пинеджем I поставя като фараон в Танис и царува съвместно с Псусенес I, негов син от дъщеря на Рамзес XI. В Горен Египет Пинеджем I царува до ок. 1032 или 1039 г. пр.н.е. заедно със синовете си Масахарта и Менхепера, които го наследяват като върховен жрец на Амон в Тива.

## Гробница на Пинеджем I
Погребението на Пинеджем I е открито през 1881 г., гробница DB-320 (TT-320) в тиванския царски некропол, големия погребален комплекс близо до Дейр ел-Бахри на западния бряг на Нил, срещу Луксор. Мумията на фараона е открита непокътната, заедно със сравнително скромни погребални дарове.